# Nationale wissenschaftliche Stefanyk-Bibliothek der Ukraine

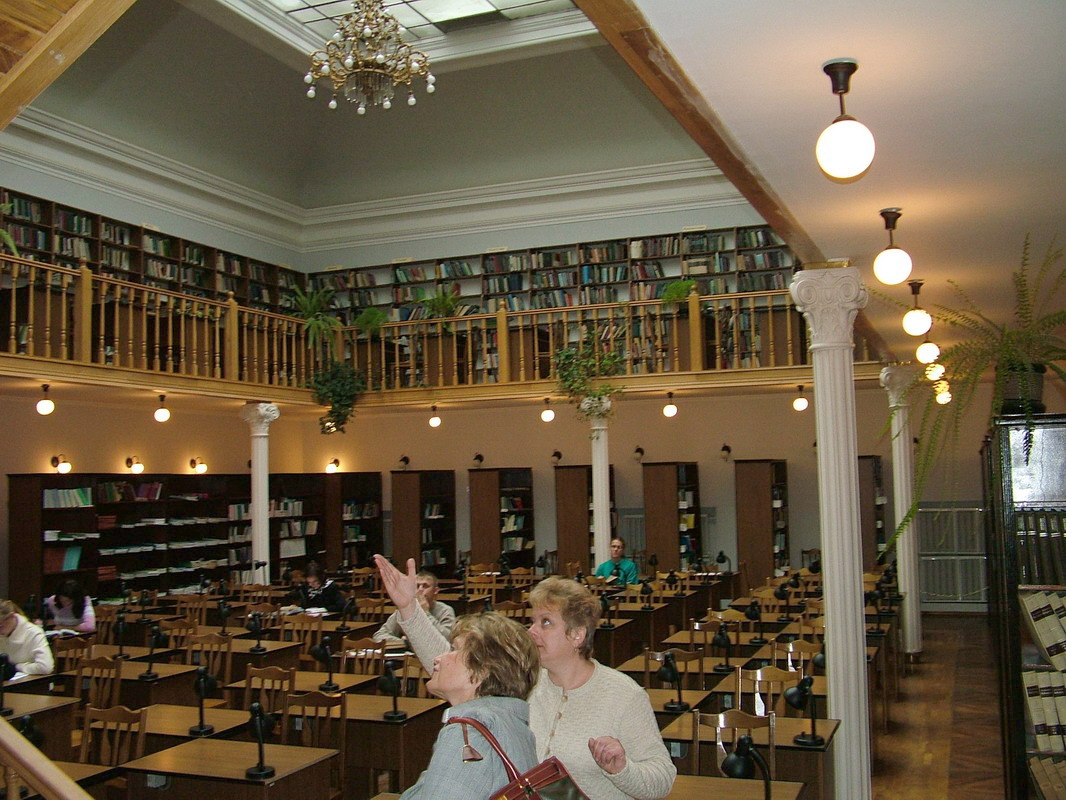
Lesesaal

Die Nationale wissenschaftliche Stefanyk-Bibliothek der Ukraine, auch verkürzt Stefanyk-Bibliothek, (ukrainisch Львівська національна наукова бібліотека України імені Василя Стефаника; wiss. Transliteration L’vivs’ka nacional’na naukova biblioteka Ukraïny imeni Vasylja Stefanyka) in Lwiw ist eine der ukrainischen Nationalbibliotheken und nach der Wernadskyj-Nationalbibliothek der Ukraine in Kiew mit über 8 Millionen Einheiten die zweitgrößte wissenschaftliche Bibliothek der Ukraine. Als solche zählt sie zu den Einrichtungen der Nationalen Akademie der Wissenschaften der Ukraine.

## Geschichte
Die Bibliothek wurde formal am 2. Januar 1940 gegründet, nachdem Ostgalizien von der Sowjetunion infolge des Hitler-Stalin-Paktes besetzt worden war. Hierfür wurden die Gebäude der polnischen Bibliothek „Ossolineum“ und deren Buchbestände in Beschlag genommen und aufgefüllt mit den Schätzen 84 anderer Bibliotheken und Privatsammlungen.
Nach dem Zweiten Weltkrieg wurde wichtige Bestände des Ossolineums in das nun polnische Breslau abgegeben.
1971 wurde die Bibliothek nach dem modernistischen Schriftsteller und Politiker Wassyl Stefanyk benannt.
Restaurierungsarbeiten und umfassende Erneuerungen der Bibliothek mit Einführungen elektronischer Kataloge usw. fanden ab den ersten Jahren der Unabhängigkeit der Ukraine unter der Leitung von Laryssa Kruschelnyzka statt. Ihre Arbeit setzt seit 2003 der Historiker und Journalist Myroslaw Romanjuk fort.
1999 erhielt die Abteilung für Periodika ein eigenes Gebäude, gestiftet von Iwanna und Marjan Kots.
Der Bibliothek ist ein eigener Verlag angeschlossen, der einige Reihen wie „Ukrainischer Journalismus in Namen“, „Wissenschaftliche Abhandlungen der Stefanyk-Bibliothek“ und bibliographische Serien, insbesondere zu den Periodika, buchgeschichtliche Forschungen, Editionen und Bibliographien in kleinen Auflagen veröffentlicht. Nennenswert sind 9 Bände des „Repertuar des ukrainischen Buches 1798-1916“, die über 20 biobibliographischen Bände „Ukrainischer Journalismus in Namen“ sowie 2 Bände von K. Kurylyschyn, „Die ukrainische Presse in der Zeit der deutschen Besetzung (1939-1944)“ und die bislang 4 Bände „Ukrainische Presse in der Ukraine und der Welt: XIX-XX. Jahrhundert“.